# Delias eileenae
Delias eileenae är en fjärilsart som beskrevs av James John Joicey och Talbot 1926. Delias eileenae ingår i släktet Delias och familjen vitfjärilar. Inga underarter finns listade i Catalogue of Life.